# Клевцов, Сергей Григорьевич
Серге́й Григо́рьевич Клевцо́в (30 января 1954) — советский хоккеист (хоккей на траве), полевой игрок. Бронзовый призёр летних Олимпийских игр 1980 года.

## Биография
Сергей Клевцов родился 30 января 1954 года.
Играл в хоккей на траве за московские «Фили».
В 1980 году вошёл в состав сборной СССР по хоккею на траве на летних Олимпийских играх в Москве и завоевал бронзовую медаль. Играл в поле, провёл 6 матчей, забил 4 мяча (два в ворота сборной Кубы, по одному — Польше и Танзании).
Мастер спорта международного класса.